# Ма Хуатен
Ма Хуатен (кит. трад. 馬化騰, спр. 马化腾, піньїнь: Mǎ Huàténg; також Поні Ма (англ. Pony Ma); нар. 29 жовтня 1971 року, провінція Гуандун, Китайська Народна Республіка) — китайський підприємець, засновник і голова ради директорів телекомунікаційної компанії Tencent, мільярдер.
У рейтингу журналу Forbes 5 травня 2018 року займає 4 місце серед мільярдерів із статком $42,6 млрд.

## Біографія
Народився 29 жовтня 1971 року в провінції Гуандун. У 1993 році закінчив Шеньчженьський університет за спеціальністю «комп'ютерна техніка» і влаштувався в комунікаційну компанію Runxun Communications Development Co. Ltd. Через 5 років звільнився і разом з друзями відкрив у Шеньчжені компанію Tencent, яка надавала місцевим телефонним операторам телекомунікаційні послуги.
У 1999 році компанія розробила програму миттєвого обміну повідомленнями з китайським інтерфейсом — OICQ (Open ICQ). У жовтні 1999 року Tencent отримала від американської та гонконгської компаній венчурне фінансування в обсязі 2,2 млн доларів в обмін на 20 % акцій, це дозволило їй подолати тимчасові труднощі. Після цього месенджер був перейменований в QQ, і його почали просувати в ролі самостійного продукту.
QQ створив нову молодіжну інтернет-культуру; якщо для таких компаній як Google або Yahoo! месенджери були лише налаштуванням до основних сервісів, то Tencent перетворив QQ в наймогутніший комерційний і маркетинговий інструмент і з його допомогою домігся лідерства в інших сегментах: компанії належать онлайнові ігри, один з найпопулярніших китайських порталів QQ.com, популярна соціальна мережа Qzone, електронна платіжна система TenPay. На QQ у 2010 році припадало близько 80 % ринку в порівнянні з 4 % в MSN Messenger і 2,5 % у Skype, а Tencent була найдорожчою китайською інтернет-компанією, її капіталізація перевищувала 30 млрд доларів, що дозволило їй вийти на третє місце в світі після Google і Amazon. У 2012 році кількість активних користувачів програми QQ досягла 784 млн, у 2019 — 1 млрд.
Успіх бізнесу Ма Хуатена, як і інших великих китайських компаній, полягає в інноваційному копіюванні західних аналогів для гігантського китайського ринку. Особливість бізнес-стратегії Ма Хуатена — більш активні, ніж в інших великих китайських компаніях, інвестиції в закордонні активи (Riot Games в США, 10 % в російському бізнесі заснованого Ю. Мільнером венчурного фонду DST Global і ін.).
Одружений, стверджує, що зустрів дружину за допомогою месенджера QQ. У пари є дитина.

### У ЗМІ
В рейтингу найвпливовіших людей світу журналу Forbes в 2014 році зайняв 53 місце.
У світових ЗМІ в 2010 році активно коментувався курйозний випадок: Ма Хуатен, статок якого оцінювався тоді в $4,4 млрд, отримав щомісячну житлову допомогу в розмірі $450, що виплачується з міського бюджету Шеньчженя, щоб утримати в місті успішних бізнесменів і представників інших професій.